# د. ك. رافي
د. ك. رافي (بالهندية: डी॰ के॰ रवि؛ بالإنجليزية: D. K. Ravi) هو موظف مدني هندي، ولد في 10 يونيو 1979 في منطقة تومكور في الهند، وتوفي في 16 مارس 2015 في بنغالور في الهند.